# Sphaerodactylus semasiops
Sphaerodactylus semasiops är en ödleart som beskrevs av  Thomas 1975. Sphaerodactylus semasiops ingår i släktet Sphaerodactylus och familjen geckoödlor. Inga underarter finns listade i Catalogue of Life.